# Das Mädchen auf der Treppe
Das Mädchen auf der Treppe è un singolo pubblicato nel 1982 dalla band tedesca di musica elettronica, i Tangerine Dream. 
Il brano è un remix della title track dell'album White Eagle che è diventato il tema musicale di un episodio della popolare serie TV tedesca Tatort, interpretata da Götz George nel ruolo del sovrintendente Schimanski. Il singolo entrò nella Top 20 della classifica musicale tedesca.
In Europa e nel Benelux, il pezzo è stato pubblicato sotto forma di EP, contenente altri due brani (Flock e Speed).

## Tracce
1. Das Mädchen auf der Treppe – 3:50
2. Flock (solo in versione EP) – 2:28
3. Katja – 3:01
4. Speed (solo in versione EP) – 2:37

Durata totale: 11:56

## Formazione
- Edgar Froese: sintetizzatori, tastiere.
- Christopher Franke: sintetizzatori, tastiere, percussioni elettroniche.
- Johannes Schmoelling: sintetizzatori, tastiere.